# 3. Liga 2023-24
La temporada 2023-24 de la 3. Liga correspondió a la 16.ª edición de la Tercera División de Alemania. La fase regular comenzó a disputarse el 4 de agosto de 2023 y terminó el 18 de mayo de 2024.

## Sistema de competición
Participaron en la 3. Liga 20 clubes que, siguiendo un calendario establecido por sorteo, se enfrentaron entre sí en dos partidos, uno en terreno propio y otro en campo contrario. El ganador de cada partido obtuvo tres puntos, el empate otorgó un punto y la derrota, cero puntos.
El torneo se disputó entre los meses de agosto de 2023 y mayo de 2024. Al término de la temporada, los dos primeros clasificados ascendieron a la 2. Bundesliga, y el tercer clasificado disputó su ascenso con el antepenúltimo clasificado de la 2. Bundesliga. Los cuatro últimos descendieron a la Regionalliga.

## Relevo anual de clubes
| Pos   | Descendidos de la 2. Bundesliga |
| ----- | ------------------------------- |
| Prom. | Arminia Bielefeld               |
| 17.°  | Jahn Ratisbona                  |
| 18.°  | Sandhausen                      |

| Pos   | Ascendidos de la 3. Liga |
| ----- | ------------------------ |
| 1.°   | Elversberg               |
| 3.°   | Osnabrück                |
| Prom. | Wehen Wiesbaden          |

| Pos  | Descendidos de la 3. Liga |
| ---- | ------------------------- |
| 17.° | Meppen                    |
| 18.° | Oldemburgo                |
| 19.° | Zwickau                   |
| 20.° | Bayreuth                  |

| Pos     | Ascendidos de la Regionalliga |
| ------- | ----------------------------- |
| Südwest | Ulm                           |
| Nord    | Lübeck                        |
| West    | Preußen Münster               |
| Prom.   | Unterhaching                  |

## Clubes participantes
| Club                 | Ciudad          | Estadio                      | Aforo  |
| -------------------- | --------------- | ---------------------------- | ------ |
| Arminia Bielefeld    | Bielefeld       | SchücoArena                  | 28 008 |
| FC Erzgebirge Aue    | Aue-Bad Schlema | Sparkassen-Erzgebirgsstadion | 16 000 |
| Borussia Dortmund II | Dortmund        | Stadion Rote Erde            | 10 000 |
| Dinamo Dresde        | Dresde          | Rudolf-Harbig-Stadion        | 32 066 |
| MSV Duisburgo        | Duisburgo       | Schauinsland-Reisen-Arena    | 31 514 |
| Rot-Weiss Essen      | Essen           | Stadion Essen                | 20 000 |
| Friburgo II          | Friburgo        | Dreisamstadion               | 24 000 |
| Hallescher FC        | Halle           | Leuna Chemie Stadion         | 15 057 |
| FC Ingolstadt 04     | Ingolstadt      | Audi Sportpark               | 15 445 |
| Jahn Ratisbona       | Ratisbona       | Jahnstadion Regensburg       | 15 224 |
| VfB Lübeck           | Lübeck          | Stadion Lohmühle             | 17 849 |
| TSV 1860 Múnich      | Múnich          | Grünwalder Stadion           | 15 000 |
| SC Preußen Münster   | Münster         | Preußenstadion               | 15 050 |
| FC Saarbrücken       | Saarbrücken     | Ludwigsparkstadion           | 16 003 |
| SV Sandhausen        | Sandhausen      | BWT-Stadion am Hardtwald     | 12 100 |
| SSV Ulm Fußball      | Ulm             | Donaustadion                 | 19 500 |
| SpVgg Unterhaching   | Unterhaching    | Alpenbauer Sportpark         | 15 053 |
| SC Verl              | Verl            | Home Deluxe Arena            | 15 000 |
| Viktoria Colonia     | Colonia         | Sportpark Höhenberg          | 10 001 |
| Waldhof Mannheim     | Mannheim        | Carl-Benz-Stadion            | 25 667 |

1. ↑  SC Verl usualmente hace de local en el Sportclub Arena en la ciudad de Verl, pero el estadio no cumplió con los requisitos establecidos por la 3. Liga; por lo tanto, el SC Verl jugó sus partidos en casa en el Home Deluxe Arena de Paderborn.[3]

### Equipos por estados federados
| Región                      | N.º | Equipos |
| --------------------------- | --- | --- |
| Renania del Norte-Westfalia | 7   | Arminia Bielefeld, Borussia Dortmund II, Duisburgo, Viktoria Colonia, Rot-Weiss Essen, Preußen Münster y Verl |
| Baden-Wurtemberg            | 4   | Friburgo II, Sandhausen, Ulm y Waldhof Mannheim                                                               |
| Baviera                     | 4   | 1860 Múnich, Ingolstadt 04, Jahn Ratisbona y Unterhaching                                                     |
| Sajonia                     | 2   | Dinamo Dresde y Erzgebirge Aue                                                                                |
| Sarre                       | 1   | Saarbrücken                                                                                                   |
| Sajonia-Anhalt              | 1   | Hallescher |
| Schleswig-Holstein          | 1   | Lübeck |

## Clasificación
| Pos. | Equipo                | Pts. | PJ | G  | E  | P  | GF | GC | Dif. | Clasificación 2024-25                |
| ---- | --------------------- | ---- | -- | -- | -- | -- | -- | -- | ---- | ------------------------------------ |
| 1    | Ulm (C, A)            | 77   | 38 | 23 | 8  | 7  | 65 | 38 | +27  | Ascendidos a 2. Bundesliga           |
| 2    | Preußen Münster (A)   | 67   | 38 | 19 | 10 | 9  | 68 | 49 | +19  | Ascendidos a 2. Bundesliga           |
| 3    | Jahn Ratisbona (O, A) | 63   | 38 | 17 | 12 | 9  | 51 | 42 | +9   | Promoción de ascenso a 2. Bundesliga |
| 4    | Dinamo Dresde         | 62   | 38 | 19 | 5  | 14 | 58 | 40 | +18  |                                      |
| 5    | Saarbrücken           | 60   | 38 | 15 | 15 | 8  | 60 | 43 | +17  |                                      |
| 6    | Erzgebirge Aue        | 60   | 38 | 16 | 12 | 10 | 51 | 47 | +4   |                                      |
| 7    | Rot-Weiss Essen       | 59   | 38 | 17 | 8  | 13 | 60 | 53 | +7   |                                      |
| 8    | Sandhausen            | 56   | 38 | 15 | 11 | 12 | 58 | 57 | +1   |                                      |
| 9    | Unterhaching          | 55   | 38 | 16 | 7  | 15 | 50 | 49 | +1   |                                      |
| 10   | Ingolstadt 04         | 54   | 38 | 14 | 12 | 12 | 65 | 51 | +14  |                                      |
| 11   | Borussia Dortmund II  | 54   | 38 | 14 | 12 | 12 | 58 | 53 | +5   |                                      |
| 12   | Verl                  | 53   | 38 | 14 | 11 | 13 | 59 | 56 | +3   |                                      |
| 13   | Viktoria Colonia      | 49   | 38 | 13 | 10 | 15 | 59 | 65 | −6   |                                      |
| 14   | Arminia Bielefeld     | 46   | 38 | 11 | 13 | 14 | 48 | 47 | +1   |                                      |
| 15   | 1860 Múnich           | 46   | 38 | 13 | 7  | 18 | 40 | 42 | −2   |                                      |
| 16   | Waldhof Mannheim      | 43   | 38 | 11 | 10 | 17 | 51 | 60 | −9   |                                      |
| 17   | Hallescher (D)        | 40   | 38 | 11 | 7  | 20 | 50 | 68 | −18  | Descendidos a Regionalliga           |
| 18   | Duisburgo (D)         | 34   | 38 | 8  | 10 | 20 | 41 | 65 | −24  | Descendidos a Regionalliga           |
| 19   | Lübeck (D)            | 32   | 38 | 6  | 14 | 18 | 37 | 77 | −40  | Descendidos a Regionalliga           |
| 20   | Friburgo II (D)       | 30   | 38 | 8  | 6  | 24 | 37 | 64 | −27  | Descendidos a Regionalliga           |

 Fuente: Soccerway
Criterios de clasificación: 1) Puntos; 2) Diferencia de goles; 3) Goles marcados
Notas:
1. 1 2  Los equipos filiales no fueron elegibles para el ascenso.

## Evolución de la clasificación
- Actualizado el 18 de mayo de 2024.

| Equipo               | 01 | 02 | 03 | 04 | 05 | 06 | 07 | 08 | 09 | 10 | 11 | 12 | 13 | 14 | 15 | 16 | 17 | 18 | 19 | 20 | 21 | 22 | 23 | 24 | 25 | 26 | 27 | 28 | 29 | 30 | 31 | 32 | 33 | 34 | 35 | 36 | 37 | 38 |
| -------------------- | -- | -- | -- | -- | -- | -- | -- | -- | -- | -- | -- | -- | -- | -- | -- | -- | -- | -- | -- | -- | -- | -- | -- | -- | -- | -- | -- | -- | -- | -- | -- | -- | -- | -- | -- | -- | -- | -- |
| Ulm                  | 10 | 13 | 10 | 10 | 5  | 3  | 2  | 4  | 2  | 2  | 3  | 3  | 3  | 4  | 5  | 5  | 4  | 5  | 3  | 3  | 3  | 3  | 3  | 3  | 3  | 3  | 3  | 2  | 1  | 1  | 2  | 2  | 1  | 1  | 1  | 1  | 1  | 1  |
| Preußen Münster      | 14 | 19 | 12 | 16 | 18 | 15 | 15 | 14 | 12 | 7  | 6  | 10 | 14 | 11 | 11 | 11 | 12 | 10 | 8  | 9  | 8  | 8  | 8  | 7  | 9  | 4  | 4  | 4  | 4  | 4  | 3  | 3  | 4  | 3  | 3  | 2  | 2  | 2  |
| Jahn Ratisbona       | 6  | 4  | 7  | 8  | 3  | 4  | 8  | 7  | 3  | 3  | 2  | 2  | 1  | 2  | 2  | 1  | 1  | 1  | 1  | 1  | 1  | 2  | 1  | 1  | 1  | 1  | 1  | 1  | 2  | 3  | 1  | 1  | 2  | 2  | 2  | 3  | 3  | 3  |
| Dinamo Dresde        | 1  | 10 | 4  | 1  | 1  | 1  | 1  | 1  | 1  | 1  | 1  | 1  | 2  | 1  | 1  | 2  | 2  | 2  | 2  | 2  | 2  | 1  | 2  | 2  | 2  | 2  | 2  | 3  | 3  | 2  | 4  | 4  | 3  | 4  | 5  | 5  | 4  | 4  |
| Saarbrücken          | 9  | 15 | 9  | 9  | 6  | 6  | 7  | 6  | 6  | 8  | 12 | 15 | 15 | 15 | 15 | 10 | 11 | 9  | 11 | 7  | 10 | 10 | 11 | 12 | 12 | 12 | 11 | 10 | 9  | 10 | 11 | 8  | 5  | 6  | 6  | 9  | 6  | 5  |
| Erzgebirge Aue       | 5  | 5  | 2  | 3  | 2  | 2  | 3  | 3  | 9  | 4  | 4  | 5  | 4  | 7  | 7  | 7  | 7  | 7  | 12 | 12 | 9  | 12 | 10 | 10 | 8  | 8  | 8  | 9  | 10 | 9  | 8  | 7  | 9  | 8  | 7  | 6  | 7  | 6  |
| Rot-Weiss Essen      | 16 | 14 | 16 | 11 | 8  | 7  | 12 | 9  | 13 | 15 | 10 | 6  | 5  | 3  | 3  | 4  | 6  | 8  | 7  | 4  | 5  | 5  | 7  | 5  | 4  | 7  | 6  | 8  | 8  | 6  | 6  | 6  | 7  | 5  | 4  | 4  | 5  | 7  |
| Sandhausen           | 15 | 7  | 11 | 4  | 10 | 13 | 10 | 13 | 8  | 10 | 9  | 11 | 7  | 9  | 9  | 9  | 5  | 4  | 6  | 8  | 4  | 4  | 4  | 6  | 7  | 6  | 7  | 6  | 7  | 5  | 5  | 5  | 6  | 7  | 9  | 8  | 9  | 8  |
| Unterhaching         | 11 | 3  | 6  | 2  | 4  | 5  | 9  | 11 | 7  | 9  | 8  | 13 | 10 | 6  | 6  | 6  | 8  | 11 | 9  | 10 | 12 | 11 | 12 | 11 | 10 | 9  | 10 | 7  | 5  | 7  | 7  | 9  | 8  | 11 | 8  | 7  | 8  | 9  |
| Ingolstadt 04        | 17 | 8  | 15 | 13 | 16 | 10 | 6  | 5  | 10 | 11 | 11 | 7  | 12 | 12 | 8  | 8  | 9  | 6  | 4  | 5  | 6  | 6  | 5  | 4  | 5  | 10 | 9  | 11 | 11 | 11 | 10 | 10 | 10 | 9  | 11 | 11 | 10 | 10 |
| Borussia Dortmund II | 12 | 6  | 8  | 12 | 15 | 9  | 5  | 2  | 5  | 6  | 7  | 4  | 8  | 10 | 10 | 13 | 10 | 12 | 10 | 11 | 11 | 9  | 9  | 9  | 6  | 5  | 5  | 5  | 6  | 8  | 9  | 11 | 12 | 10 | 10 | 10 | 11 | 11 |
| Verl                 | 19 | 20 | 20 | 18 | 17 | 11 | 16 | 18 | 15 | 12 | 13 | 12 | 9  | 5  | 4  | 3  | 3  | 3  | 5  | 6  | 7  | 7  | 6  | 8  | 11 | 11 | 13 | 14 | 14 | 12 | 12 | 12 | 11 | 13 | 13 | 12 | 12 | 12 |
| Viktoria Colonia     | 2  | 2  | 1  | 5  | 7  | 8  | 4  | 8  | 4  | 5  | 5  | 8  | 6  | 8  | 13 | 12 | 14 | 14 | 14 | 13 | 13 | 13 | 13 | 13 | 14 | 14 | 14 | 13 | 12 | 13 | 13 | 13 | 13 | 12 | 12 | 13 | 13 | 13 |
| Arminia Bielefeld    | 18 | 9  | 14 | 14 | 14 | 18 | 13 | 16 | 18 | 17 | 15 | 14 | 11 | 13 | 14 | 15 | 13 | 13 | 13 | 14 | 14 | 14 | 15 | 15 | 15 | 15 | 15 | 16 | 15 | 15 | 15 | 15 | 15 | 15 | 15 | 15 | 15 | 14 |
| 1860 Múnich          | 3  | 1  | 3  | 6  | 12 | 16 | 11 | 10 | 11 | 13 | 14 | 9  | 13 | 14 | 12 | 14 | 15 | 15 | 15 | 15 | 15 | 15 | 14 | 14 | 13 | 13 | 12 | 12 | 13 | 14 | 14 | 14 | 14 | 14 | 14 | 14 | 14 | 15 |
| Waldhof Mannheim     | 20 | 17 | 19 | 15 | 9  | 12 | 14 | 12 | 14 | 14 | 16 | 17 | 17 | 17 | 18 | 18 | 18 | 18 | 17 | 16 | 17 | 18 | 17 | 17 | 17 | 17 | 17 | 17 | 17 | 17 | 16 | 16 | 16 | 16 | 16 | 16 | 16 | 16 |
| Hallescher           | 4  | 11 | 13 | 17 | 11 | 14 | 18 | 17 | 17 | 19 | 19 | 18 | 18 | 16 | 16 | 17 | 16 | 16 | 16 | 17 | 16 | 16 | 16 | 16 | 16 | 16 | 16 | 15 | 16 | 16 | 17 | 17 | 17 | 17 | 17 | 17 | 17 | 17 |
| Duisburgo            | 7  | 18 | 18 | 19 | 19 | 20 | 20 | 20 | 20 | 20 | 20 | 20 | 20 | 19 | 20 | 20 | 19 | 19 | 19 | 19 | 19 | 19 | 19 | 19 | 19 | 18 | 18 | 18 | 18 | 18 | 18 | 18 | 18 | 18 | 18 | 18 | 18 | 18 |
| Lübeck               | 13 | 12 | 5  | 7  | 13 | 17 | 17 | 15 | 16 | 16 | 17 | 16 | 16 | 18 | 17 | 16 | 17 | 17 | 18 | 18 | 18 | 17 | 18 | 18 | 18 | 19 | 19 | 19 | 19 | 19 | 19 | 19 | 19 | 19 | 19 | 19 | 19 | 19 |
| Friburgo II          | 8  | 16 | 17 | 20 | 20 | 19 | 19 | 19 | 19 | 18 | 18 | 19 | 19 | 20 | 19 | 19 | 20 | 20 | 20 | 20 | 20 | 20 | 20 | 20 | 20 | 20 | 20 | 20 | 20 | 20 | 20 | 20 | 20 | 20 | 20 | 20 | 20 | 20 |

| 1. 2. 3. 4. 5. 6. 7. 8. 9. |

## Resultados
- Los horarios corresponden al huso horario de Alemania (Hora central europea): UTC+1 en horario estándar y UTC+2 en horario de verano.

### Primera vuelta
| Jornada 1        | Jornada 1 | Jornada 1            | Jornada 1                    | Jornada 1   | Jornada 1 |
| Local            | Resultado | Visitante            | Estadio                      | Fecha       | Hora      |
| ---------------- | --------- | -------------------- | ---------------------------- | ----------- | --------- |
| Hallescher       | 2 - 1     | Rot-Wiess Essen      | Leuna Chemie Stadion         | 4 de agosto | 19:00     |
| Viktoria Colonia | 3 - 1     | Verl                 | Sportpark Höhenberg          | 5 de agosto | 14:00     |
| Lübeck           | 0 - 0     | Sandhausen           | Stadion Lohmühle             | 5 de agosto | 14:00     |
| 1860 Múnich      | 2 - 0     | Waldhof Mannheim     | Grünwalder Stadion           | 5 de agosto | 14:00     |
| Preußen Münster  | 0 - 0     | Borussia Dortmund II | Preußenstadion               | 5 de agosto | 14:00     |
| Jahn Ratisbona   | 1 - 1     | Unterhaching         | Jahnstadion Regensburg       | 5 de agosto | 14:00     |
| Dinamo Dresde    | 3 - 1     | Arminia Bielefeld    | Rudolf-Harbig-Stadion        | 5 de agosto | 16:15     |
| Ulm              | 1 - 1     | Saarbrücken          | Donaustadion                 | 6 de agosto | 13:30     |
| Friburgo II      | 1 - 1     | Duisburgo            | Dreisamstadion               | 6 de agosto | 16:30     |
| Erzgebirge Aue   | 1 - 0     | Ingolstadt 04        | Sparkassen-Erzgebirgsstadion | 6 de agosto | 19:30     |

| Jornada 2            | Jornada 2 | Jornada 2        | Jornada 2                 | Jornada 2    | Jornada 2 |
| Local                | Resultado | Visitante        | Estadio                   | Fecha        | Hora      |
| -------------------- | --------- | ---------------- | ------------------------- | ------------ | --------- |
| Sandhausen           | 1 - 0     | Dinamo Dresde    | BWT-Stadion am Hardtwald  | 18 de agosto | 19:00     |
| Saarbrücken          | 1 - 2     | Viktoria Colonia | Ludwigsparkstadion        | 19 de agosto | 14:00     |
| Ingolstadt 04        | 4 - 0     | Hallescher       | Audi Sportpark            | 19 de agosto | 14:00     |
| Duisburgo            | 0 - 3     | 1860 Múnich      | Schauinsland-Reisen-Arena | 19 de agosto | 14:00     |
| Arminia Bielefeld    | 4 - 0     | Preußen Münster  | SchücoArena               | 19 de agosto | 14:00     |
| Unterhaching         | 3 - 2     | Ulm              | Alpenbauer Sportpark      | 19 de agosto | 14:00     |
| Waldhof Mannheim     | 2 - 2     | Lübeck           | Carl-Benz-Stadion         | 19 de agosto | 16:30     |
| Borussia Dortmund II | 1 - 0     | Friburgo II      | Stadion Rote Erde         | 20 de agosto | 13:30     |
| Verl                 | 1 - 2     | Jahn Ratisbona   | Sportclub Arena           | 20 de agosto | 16:30     |
| Rot-Weiss Essen      | 1 - 1     | Erzgebirge Aue   | Stadion Essen             | 20 de agosto | 19:30     |

| Jornada 3        | Jornada 3 | Jornada 3            | Jornada 3                    | Jornada 3    | Jornada 3 |
| Local            | Resultado | Visitante            | Estadio                      | Fecha        | Hora      |
| ---------------- | --------- | -------------------- | ---------------------------- | ------------ | --------- |
| Preußen Münster  | 3 - 1     | Ingolstadt 04        | Preußenstadion               | 22 de agosto | 19:00     |
| Dinamo Dresde    | 2 - 1     | Waldhof Mannehim     | Rudolf-Harbig-Stadion        | 22 de agosto | 19:00     |
| Ulm              | 1 - 0     | Arminia Bielefeld    | Donaustadion                 | 22 de agosto | 19:00     |
| Hallescher       | 1 - 1     | Duisburgo            | Leuna Chemie Stadion         | 22 de agosto | 19:00     |
| 1860 Múnich      | 1 - 2     | Lübeck               | Grünwalder Stadion           | 22 de agosto | 19:00     |
| Viktoria Colonia | 0 - 0     | Rot-Weiss Essen      | Sportpark Höhenberg          | 23 de agosto | 19:00     |
| Saarbrücken      | 4 - 3     | Verl                 | Ludwigsparkstadion           | 23 de agosto | 19:00     |
| Erzgebirge Aue   | 2 - 1     | Sandhausen           | Sparkassen-Erzgebirgsstadion | 23 de agosto | 19:00     |
| Friburgo II      | 0 - 0     | Unterhaching         | Dreisamstadion               | 23 de agosto | 19:00     |
| Jahn Ratisbona   | 0 - 0     | Borussia Dortmund II | Jahnstadion Regensburg       | 23 de agosto | 19:00     |

| Jornada 4            | Jornada 4 | Jornada 4        | Jornada 4                 | Jornada 4    | Jornada 4 |
| Local                | Resultado | Visitante        | Estadio                   | Fecha        | Hora      |
| -------------------- | --------- | ---------------- | ------------------------- | ------------ | --------- |
| Duisburgo            | 1 - 1     | Ulm              | Schauinsland-Reisen-Arena | 25 de agosto | 19:00     |
| Ingolstadt 04        | 2 - 2     | Saarbrücken      | Audi Sportpark            | 26 de agosto | 14:00     |
| Verl                 | 3 - 2     | Friburgo II      | Sportclub Arena           | 26 de agosto | 14:00     |
| Borussia Dortmund II | 0 - 2     | Dinamo Dresde    | Signal Iduna Park         | 26 de agosto | 14:00     |
| Unterhaching         | 2 - 1     | Viktoria Colonia | Alpenbauer Sportpark      | 26 de agosto | 14:00     |
| Lübeck               | 1 - 1     | Erzgebirge Aue   | Stadion Lohmühle          | 26 de agosto | 14:00     |
| Sandhausen           | 3 - 0     | 1860 Múnich      | BWT-Stadion am Hardtwald  | 26 de agosto | 16:30     |
| Arminia Bielefeld    | 1 - 1     | Jahn Ratisbona   | SchücoArena               | 27 de agosto | 13:30     |
| Waldhof Mannheim     | 3 - 2     | Hallescher       | Carl-Benz-Stadion         | 27 de agosto | 16:30     |
| Rot-Weiss Essen      | 1 - 0     | Preußen Münster  | Stadion Essen             | 27 de agosto | 19:30     |

| Jornada 5        | Jornada 5 | Jornada 5            | Jornada 5              | Jornada 5       | Jornada 5 |
| Local            | Resultado | Visitante            | Estadio                | Fecha           | Hora      |
| ---------------- | --------- | -------------------- | ---------------------- | --------------- | --------- |
| Saarbrücken      | 2 - 0     | Borussia Dortmund II | Ludwigsparkstadion     | 1 de septiembre | 19:00     |
| Friburgo II      | 0 - 2     | Rot-Weiss Essen      | Dreisamstadion         | 2 de septiembre | 14:00     |
| Preußen Münster  | 1 - 3     | Waldhof Mannheim     | Preußenstadion         | 2 de septiembre | 14:00     |
| Verl             | 0 - 0     | Unterhaching         | Home Deluxe Arena      | 2 de septiembre | 14:00     |
| Ulm              | 3 - 0     | Lübeck               | Donaustadion           | 2 de septiembre | 14:00     |
| Dinamo Dresde    | 2 - 0     | Ingolstadt 04        | Rudolf-Harbig-Stadion  | 2 de septiembre | 14:00     |
| 1860 Múnich      | 1 - 2     | Erzgebirge Aue       | Grünwalder Stadion     | 2 de septiembre | 16:30     |
| Hallescher       | 4 - 1     | Sandhausen           | Leuna Chemie Stadion   | 3 de septiembre | 13:30     |
| Jahn Ratisbona   | 2 - 1     | Duisburgo            | Jahnstadion Regensburg | 3 de septiembre | 16:30     |
| Viktoria Colonia | 1 - 1     | Arminia Bielefeld    | Sportpark Höhenberg    | 3 de septiembre | 19:30     |

| Jornada 6            | Jornada 6 | Jornada 6        | Jornada 6                    | Jornada 6        | Jornada 6 |
| Local                | Resultado | Visitante        | Estadio                      | Fecha            | Hora      |
| -------------------- | --------- | ---------------- | ---------------------------- | ---------------- | --------- |
| Duisburgo            | 2 - 3     | Verl             | Schauinsland-Reisen-Arena    | 15 de septiembre | 19:00     |
| Rot-Weiss Essen      | 0 - 0     | Jahn Ratisbona   | Stadion Essen                | 16 de septiembre | 14:00     |
| Arminia Bielefeld    | 0 - 2     | Friburgo II      | SchücoArena                  | 16 de septiembre | 14:00     |
| Lübeck               | 0 - 1     | Dinamo Dresde    | Stadion Lohmühle             | 16 de septiembre | 14:00     |
| Borussia Dortmund II | 2 - 1     | Viktoria Colonia | Stadion Rote Erde            | 16 de septiembre | 14:00     |
| Sandhausen           | 0 - 2     | Preußen Münster  | BWT-Stadion am Hardtwald     | 16 de septiembre | 14:00     |
| Ingolstadt 04        | 2 - 1     | 1860 Múnich      | Audi Sportpark               | 16 de septiembre | 16:30     |
| Erzgebirge Aue       | 3 - 1     | Hallescher       | Sparkassen-Erzgebirgsstadion | 17 de septiembre | 13:30     |
| Waldhof Mannheim     | 0 - 2     | Ulm              | Carl-Benz-Stadion            | 17 de septiembre | 16:30     |
| Unterhaching         | 0 - 0     | Saarbrücken      | Alpenbauer Sportpark         | 17 de septiembre | 19:30     |

| Jornada 7        | Jornada 7 | Jornada 7            | Jornada 7              | Jornada 7        | Jornada 7 |
| Local            | Resultado | Visitante            | Estadio                | Fecha            | Hora      |
| ---------------- | --------- | -------------------- | ---------------------- | ---------------- | --------- |
| Unterhaching     | 1 - 2     | Arminia Bielefeld    | Alpenbauer Sportpark   | 22 de septiembre | 19:00     |
| Viktoria Colonia | 2 - 0     | Duisburgo            | Sportpark Höhenberg    | 23 de septiembre | 14:00     |
| Verl             | 2 - 3     | Borussia Dortmund II | Home Deluxe Arena      | 23 de septiembre | 14:00     |
| Saabrücken       | 1 - 1     | Waldhof Mannheim     | Ludwigsparkstadion     | 23 de septiembre | 14:00     |
| Preußen Münster  | 1 - 1     | Lübeck               | Preußenstadion         | 23 de septiembre | 14:00     |
| Jahn Ratisbona   | 1 - 2     | Sandhausen           | Jahnstadion Regensburg | 23 de septiembre | 14:00     |
| Hallescher       | 0 - 2     | 1860 Múnich          | Leuna Chemie Stadion   | 23 de septiembre | 16:30     |
| Ulm              | 2 - 1     | Rot-Weiss Essen      | Donaustadion           | 24 de septiembre | 13:30     |
| Friburgo II      | 1 - 4     | Ingolstadt 04        | Dreisamstadion         | 24 de septiembre | 16:30     |
| Dinamo Dresde    | 2 - 1     | Erzgebirge Aue       | Rudolf-Harbig-Stadion  | 24 de septiembre | 19:30     |

| Jornada 8            | Jornada 8 | Jornada 8        | Jornada 8                    | Jornada 8        | Jornada 8 |
| Local                | Resultado | Visitante        | Estadio                      | Fecha            | Hora      |
| -------------------- | --------- | ---------------- | ---------------------------- | ---------------- | --------- |
| Arminia Bielefeld    | 2 - 6     | Saarbrücken      | SchücoArena                  | 29 de septiembre | 19:00     |
| Sandhausen           | 3 - 3     | Viktoria Colonia | BWT-Stadion am Hardtwald     | 30 de septiembre | 14:00     |
| Ingolstadt 04        | 4 - 0     | Ulm              | Audi Sportpark               | 30 de septiembre | 14:00     |
| Waldhof Mannheim     | 3 - 1     | Friburgo II      | Carl-Benz-Stadion            | 30 de septiembre | 14:00     |
| 1860 Múnich          | 1 - 0     | Verl             | Grünwalder Stadion           | 30 de septiembre | 14:00     |
| Duisburgo            | 0 - 0     | Preußen Münster  | Schauinsland-Reisen-Arena    | 30 de septiembre | 14:00     |
| Lübeck               | 2 - 2     | Hallescher       | Stadion Lohmühle             | 30 de septiembre | 16:30     |
| Rot-Weiss Essen      | 3 - 1     | Dinamo Dresde    | Stadion Essen                | 1 de octubre     | 13:30     |
| Borussia Dortmund II | 2 - 2     | Unterhaching     | Stadion Rote Erde            | 1 de octubre     | 16:30     |
| Erzgebirge Aue       | 0 - 1     | Jahn Ratisbona   | Sparkassen-Erzgebirgsstadion | 1 de octubre     | 19:30     |

| Jornada 9            | Jornada 9 | Jornada 9         | Jornada 9              | Jornada 9        | Jornada 9 |
| Local                | Resultado | Visitante         | Estadio                | Fecha            | Hora      |
| -------------------- | --------- | ----------------- | ---------------------- | ---------------- | --------- |
| Borussia Dortmund II | 1 - 0     | Duisburgo         | Stadion Rote Erde      | 27 de septiembre | 19:00     |
| Friburgo II          | 0 - 2     | Sandhausen        | Dreisamstadion         | 3 de octubre     | 19:00     |
| Viktoria Colonia     | 1 - 0     | Ingolstadt 04     | Sportpark Höhenberg    | 3 de octubre     | 19:00     |
| Saarbrücken          | 1 - 1     | Lübeck            | Ludwigsparkstadion     | 3 de octubre     | 19:00     |
| Verl                 | 3 - 1     | Arminia Bielefeld | Home Deluxe Arena      | 3 de octubre     | 19:00     |
| Ulm                  | 1 - 0     | 1860 Múnich       | Donaustadion           | 3 de octubre     | 19:00     |
| Jahn Ratisbona       | 2 - 0     | Waldhof Mannheim  | Jahnstadion Regensburg | 4 de octubre     | 19:00     |
| Dinamo Dresde        | 2 - 1     | Hallescher        | Rudolf-Harbig-Stadion  | 4 de octubre     | 19:00     |
| Preußen Münster      | 4 - 0     | Erzgebirge Aue    | Preußenstadion         | 4 de octubre     | 19:00     |
| Unterhaching         | 4 - 0     | Rot-Weiss Essen   | Alpenbauer Sportpark   | 4 de octubre     | 19:00     |

| Jornada 10        | Jornada 10 | Jornada 10           | Jornada 10                   | Jornada 10   | Jornada 10 |
| Local             | Resultado  | Visitante            | Estadio                      | Fecha        | Hora       |
| ----------------- | ---------- | -------------------- | ---------------------------- | ------------ | ---------- |
| Sandhausen        | 1 - 2      | Ulm                  | BWT-Stadion am Hardtwald     | 6 de octubre | 19:00      |
| Duisburgo         | 1 - 0      | Unterhaching         | Schauinsland-Reisen-Arena    | 7 de octubre | 14:00      |
| Arminia Bielefeld | 2 - 2      | Borussia Dortmund II | SchücoArena                  | 7 de octubre | 14:00      |
| Rot-Weiss Essen   | 0 - 5      | Verl                 | Stadion Essen                | 7 de octubre | 14:00      |
| Waldhof Mannheim  | 1 - 1      | Viktoria Colonia     | Carl-Benz-Stadion            | 7 de octubre | 14:00      |
| 1860 Múnich       | 0 - 0      | Dinamo Dresde        | Grünwalder Stadion           | 7 de octubre | 14:00      |
| Erzgebirge Aue    | 2 - 0      | Saarbrücken          | Sparkassen-Erzgebirgsstadion | 7 de octubre | 16:30      |
| Lübeck            | 0 - 1      | Friburgo II          | Stadion Lohmühle             | 8 de octubre | 13:30      |
| Hallescher        | 1 - 4      | Preußen Münster      | Leuna Chemie Stadion         | 8 de octubre | 16:30      |
| Ingolstadt 04     | 2 - 4      | Jahn Ratisbona       | Audi Sportpark               | 8 de octubre | 19:30      |

| Jornada 11           | Jornada 11 | Jornada 11       | Jornada 11             | Jornada 11      | Jornada 11 |
| Local                | Resultado  | Visitante        | Estadio                | Fecha           | Hora       |
| -------------------- | ---------- | ---------------- | ---------------------- | --------------- | ---------- |
| Borussia Dortmund II | 1 - 2      | Rot-Weiss Essen  | Signal Iduna Park      | 13 de octubre   | 19:00      |
| Jahn Ratisbona       | 2 - 1      | Lübeck           | Jahnstadion Regensburg | 14 de octubre   | 14:00      |
| Unterhaching         | 0 - 0      | Sandhausen       | Alpenbauer Sportpark   | 14 de octubre   | 14:00      |
| Viktoria Colonia     | 2 - 2      | Erzgebirge Aue   | Sportpark Höhenberg    | 14 de octubre   | 14:00      |
| Verl                 | 2 - 2      | Ingolstadt 04    | Home Deluxe Arena      | 14 de octubre   | 14:00      |
| Arminia Bielefeld    | 3 - 1      | Waldhof Mannheim | SchücoArena            | 14 de octubre   | 16:30      |
| Ulm                  | 2 - 3      | Dinamo Dresde    | Donaustadion           | 15 de octubre   | 13:30      |
| Preußen Münster      | 1 - 1      | 1860 Múnich      | Preußenstadion         | 15 de octubre   | 16:30      |
| Friburgo II          | 1 - 2      | Hallescher       | Dreisamstadion         | 28 de noviembre | 19:00      |
| Saarbrücken          | 0 - 0      | Duisburgo        | Ludwigsparkstadion     | 29 de noviembre | 19:00      |

| Jornada 12       | Jornada 12 | Jornada 12           | Jornada 12                   | Jornada 12    | Jornada 12 |
| Local            | Resultado  | Visitante            | Estadio                      | Fecha         | Hora       |
| ---------------- | ---------- | -------------------- | ---------------------------- | ------------- | ---------- |
| Waldhof Mannheim | 1 - 3      | Borussia Dortmund II | Carl-Benz-Stadion            | 20 de octubre | 19:00      |
| Ingolstadt 04    | 3 - 0      | Unterhaching         | Audi Sportpark               | 21 de octubre | 14:00      |
| Lübeck           | 3 - 2      | Viktoria Colonia     | Stadion Lohmühle             | 21 de octubre | 14:00      |
| Hallescher       | 1 - 2      | Jahn Ratisbona       | Leuna Chemie Stadion         | 21 de octubre | 14:00      |
| 1860 Múnich      | 2 - 0      | Friburgo II          | Grünwalder Stadion           | 21 de octubre | 14:00      |
| Dinamo Dresde    | 1 - 0      | Preußen Münster      | Rudolf-Harbig-Stadion        | 21 de octubre | 14:00      |
| Duisburgo        | 0 - 1      | Arminia Bielefeld    | Schauinsland-Reisen-Arena    | 21 de octubre | 16:30      |
| Sandhausen       | 2 - 2      | Verl                 | BWT-Stadion am Hardtwald     | 22 de octubre | 13:30      |
| Rot-Weiss Essen  | 2 - 1      | Saarbrücken          | Stadion Essen                | 22 de octubre | 16:30      |
| Erzgebirge Aue   | 1 - 2      | Ulm                  | Sparkassen-Erzgebirgsstadion | 22 de octubre | 19:30      |

| Jornada 13           | Jornada 13 | Jornada 13       | Jornada 13                | Jornada 13    | Jornada 13 |
| Local                | Resultado  | Visitante        | Estadio                   | Fecha         | Hora       |
| -------------------- | ---------- | ---------------- | ------------------------- | ------------- | ---------- |
| Unterhaching         | 3 - 0      | Waldhof Mannheim | Alpenbauer Sportpark      | 27 de octubre | 19:00      |
| Ulm                  | 2 - 3      | Hallescher       | Donaustadion              | 28 de octubre | 14:00      |
| Viktoria Colonia     | 2 - 1      | 1860 Múnich      | Sportpark Höhenberg       | 28 de octubre | 14:00      |
| Duisburgo            | 1 - 2      | Rot-Weiss Essen  | Schauinsland-Reisen-Arena | 28 de octubre | 14:00      |
| Borussia Dortmund II | 1 - 2      | Sandhausen       | Stadion Rote Erde         | 28 de octubre | 14:00      |
| Arminia Bielefeld    | 4 - 0      | Ingolstadt 04    | SchücoArena               | 28 de octubre | 14:00      |
| Jahn Ratisbona       | 2 - 1      | Preußen Münster  | Jahnstadion Regensburg    | 28 de octubre | 16:30      |
| Saarbrücken          | 1 - 0      | Dinamo Dresde    | Ludwigsparkstadion        | 29 de octubre | 13:30      |
| Verl                 | 4 - 0      | Lübeck           | Home Deluxe Arena         | 29 de octubre | 16:30      |
| Friburgo II          | 0 - 1      | Erzgebirge Aue   | Dreisamstadion            | 29 de octubre | 19:30      |

| Jornada 14       | Jornada 14 | Jornada 14           | Jornada 14                   | Jornada 14     | Jornada 14 |
| Local            | Resultado  | Visitante            | Estadio                      | Fecha          | Hora       |
| ---------------- | ---------- | -------------------- | ---------------------------- | -------------- | ---------- |
| Erzgebirge Aue   | 1 - 2      | Verl                 | Sparkassen-Erzgebirgsstadion | 3 de noviembre | 19:00      |
| Dinamo Dresde    | 2 - 0      | Friburgo II          | Rudolf-Harbig-Stadion        | 4 de noviembre | 14:00      |
| Lübeck           | 2 - 3      | Unterhaching         | Stadion Lohmühle             | 4 de noviembre | 14:00      |
| Rot Weiss-Essen  | 2 - 1      | Arminia Bielefeld    | Stadion Essen                | 4 de noviembre | 14:00      |
| Sandhausen       | 2 - 2      | Saarbrücken          | BWT-Stadion am Hardtwald     | 4 de noviembre | 14:00      |
| 1860 Múnich      | 0 - 1      | Jahn Ratisbona       | Grünwalder Stadion           | 4 de noviembre | 14:00      |
| Ingolstadt 04    | 1 - 1      | Borussia Dortmund II | Audi Sportpark               | 4 de noviembre | 16:30      |
| Waldhof Mannheim | 0 - 0      | Duisburgo            | Carl-Benz-Stadion            | 5 de noviembre | 13:30      |
| Preußen Münster  | 3 - 2      | Ulm                  | Preußenstadion               | 5 de noviembre | 16:30      |
| Hallescher       | 2 - 1      | Viktoria Colonia     | Leuna Chemie Stadion         | 5 de noviembre | 19:30      |

| Jornada 15           | Jornada 15 | Jornada 15       | Jornada 15                | Jornada 15      | Jornada 15 |
| Local                | Resultado  | Visitante        | Estadio                   | Fecha           | Hora       |
| -------------------- | ---------- | ---------------- | ------------------------- | --------------- | ---------- |
| Viktoria Colonia     | 1 - 5      | Dinamo Dresde    | Sportpark Höhenberg       | 10 de noviembre | 19:00      |
| Unterhaching         | 0 - 0      | Erzgebirge Aue   | Alpenbauer Sportpark      | 11 de noviembre | 14:00      |
| Saarbrücken          | 2 - 3      | 1860 Múnich      | Ludwigsparkstadion        | 11 de noviembre | 14:00      |
| Verl                 | 3 - 2      | Hallescher       | Home Deluxe Arena         | 11 de noviembre | 14:00      |
| Arminia Bielefeld    | 1 - 1      | Sandhausen       | SchücoArena               | 11 de noviembre | 14:00      |
| Duisburgo            | 1 - 2      | Ingolstadt 04    | Schauinsland-Reisen-Arena | 11 de noviembre | 14:00      |
| Borussia Dortmund II | 1 - 1      | Lübeck           | Stadion Rote Erde         | 11 de noviembre | 16:30      |
| Friburgo II          | 2 - 2      | Preußen Münster  | Dreisamstadion            | 12 de noviembre | 13:30      |
| Rot-Weiss Essen      | 2 - 0      | Waldhof Mannheim | Stadion Essen             | 12 de noviembre | 16:30      |
| Jahn Ratisbona       | 2 - 0      | Ulm              | Jahnstadion Regensburg    | 12 de noviembre | 19:30      |

| Jornada 16       | Jornada 16 | Jornada 16           | Jornada 16                   | Jornada 16      | Jornada 16 |
| Local            | Resultado  | Visitante            | Estadio                      | Fecha           | Hora       |
| ---------------- | ---------- | -------------------- | ---------------------------- | --------------- | ---------- |
| Waldhof Mannheim | 1 - 2      | Verl                 | Carl-Benz-Stadion            | 24 de noviembre | 19:00      |
| Ingolstadt 04    | 2 - 1      | Rot-Weiss Essen      | Audi Sportpark               | 25 de noviembre | 14:00      |
| 1860 Múnich      | 0 - 1      | Unterhaching         | Grünwalder Stadion           | 25 de noviembre | 14:00      |
| Sandhausen       | 2 - 0      | Duisburgo            | BWT-Stadion am Hardtwald     | 25 de noviembre | 14:00      |
| Erzgebirge Aue   | 2 - 0      | Borussia Dortmund II | Sparkassen-Erzgebirgsstadion | 25 de noviembre | 14:00      |
| Hallescher       | 0 - 2      | Saarbrücken          | Leuna Chemie Stadion         | 25 de noviembre | 14:00      |
| Ulm              | 2 - 1      | Friburgo II          | Donaustadion                 | 25 de noviembre | 16:30      |
| Lübeck           | 2 - 2      | Arminia Bielefeld    | Stadion Lohmühle             | 26 de noviembre | 13:30      |
| Dinamo Dresde    | 0 - 1      | Jahn Ratisbona       | Rudolf-Harbig-Stadion        | 26 de noviembre | 16:30      |
| Preußen Münster  | 3 - 3      | Viktoria Colonia     | Preußenstadion               | 26 de noviembre | 19:30      |

| Jornada 17           | Jornada 17 | Jornada 17      | Jornada 17                | Jornada 17     | Jornada 17 |
| Local                | Resultado  | Visitante       | Estadio                   | Fecha          | Hora       |
| -------------------- | ---------- | --------------- | ------------------------- | -------------- | ---------- |
| Saarbrücken          | 0 - 0      | Preußen Münster | Ludwigsparkstadion        | 2 de diciembre | 14:00      |
| Waldhof Mannheim     | 1 - 1      | Ingolstadt 04   | Carl-Benz-Stadion         | 2 de diciembre | 14:00      |
| Arminia Bielefeld    | 2 - 2      | Erzgebirge Aue  | SchücoArena               | 2 de diciembre | 14:00      |
| Rot-Wiess Essen      | 1 - 2      | Sandhausen      | Stadion Essen             | 2 de diciembre | 14:00      |
| Duisburgo            | 1 - 0      | Lübeck          | Schauinsland-Reisen-Arena | 2 de diciembre | 14:00      |
| Viktoria Colonia     | 1 - 3      | Ulm             | Sportpark Höhenberg       | 2 de diciembre | 16:30      |
| Verl                 | 1 - 0      | Dinamo Dresde   | Home Deluxe Arena         | 3 de diciembre | 13:30      |
| Jahn Ratisbona       | 3 - 2      | Friburgo II     | Jahnstadion Regensburg    | 3 de diciembre | 16:30      |
| Borussia Dortmund II | 3 - 0      | 1860 Múnich     | Stadion Rote Erde         | 3 de diciembre | 19:30      |
| Unterhaching         | 2 - 0      | Hallescher      | Alpenbauer Sportpark      | 7 de febrero   | 19:00      |

| Jornada 18      | Jornada 18 | Jornada 18           | Jornada 18                   | Jornada 18      | Jornada 18 |
| Local           | Resultado  | Visitante            | Estadio                      | Fecha           | Hora       |
| --------------- | ---------- | -------------------- | ---------------------------- | --------------- | ---------- |
| Hallescher      | 2 - 2      | Arminia Bielefeld    | Leuna Chemie Stadion         | 8 de diciembre  | 19:00      |
| Ulm             | 1 - 1      | Borussia Dortmund II | Donaustadion                 | 9 de diciembre  | 14:00      |
| Sandhausen      | 3 - 0      | Waldhof Mannheim     | BWT-Stadion am Hardtwald     | 9 de diciembre  | 14:00      |
| Friburgo II     | 0 - 4      | Saarbrücken          | Dreisamstadion               | 9 de diciembre  | 14:00      |
| Lübeck          | 0 - 4      | Ingolstadt 04        | Stadion Lohmühle             | 9 de diciembre  | 14:00      |
| Erzgebirge Aue  | 1 - 1      | Duisburgo            | Sparkassen-Erzgebirgsstadion | 9 de diciembre  | 16:30      |
| Jahn Ratisbona  | 1 - 1      | Viktoria Colonia     | Jahnstadion Regensburg       | 10 de diciembre | 13:30      |
| Dinamo Dresde   | 2 - 1      | Unterhaching         | Rudolf-Harbig-Stadion        | 10 de diciembre | 16:30      |
| Preußen Münster | 3 - 1      | Verl                 | Preußenstadion               | 10 de diciembre | 19:30      |
| 1860 Múnich     | 2 - 0      | Rot-Weiss Essen      | Grünwalder Stadion           | 6 de febrero    | 19:00      |

| Jornada 19           | Jornada 19 | Jornada 19      | Jornada 19                | Jornada 19      | Jornada 19 |
| Local                | Resultado  | Visitante       | Estadio                   | Fecha           | Hora       |
| -------------------- | ---------- | --------------- | ------------------------- | --------------- | ---------- |
| Rot-Weiss Essen      | 1 - 0      | Lübeck          | Stadion Essen             | 15 de diciembre | 19:00      |
| Saarbrücken          | 2 - 2      | Jahn Ratisbona  | Ludwigsparkstadion        | 16 de diciembre | 15:00      |
| Borussia Dortmund II | 2 - 1      | Hallescher      | Stadion Rote Erde         | 16 de diciembre | 15:00      |
| Waldhof Mannheim     | 3 - 0      | Erzgebirge Aue  | Carl-Benz-Stadion         | 16 de diciembre | 15:00      |
| Ingolstadt 04        | 4 - 0      | Sandhausen      | Audi Sportpark            | 16 de diciembre | 15:00      |
| Verl                 | 0 - 3      | Ulm             | Home Deluxe Arena         | 16 de diciembre | 15:00      |
| Unterhaching         | 3 - 2      | Preußen Münster | Alpenbauer Sportpark      | 16 de diciembre | 16:30      |
| Duisburgo            | 2 - 4      | Dinamo Dresde   | Schauinsland-Reisen-Arena | 17 de diciembre | 13:30      |
| Arminia Bielefeld    | 2 - 0      | 1860 Múnich     | SchücoArena               | 17 de diciembre | 16:30      |
| Viktoria Colonia     | 2 - 0      | Friburgo II     | Sportpark Höhenberg       | 17 de diciembre | 19:30      |

### Segunda vuelta
| Jornada 20           | Jornada 20 | Jornada 20       | Jornada 20                | Jornada 20      | Jornada 20 |
| Local                | Resultado  | Visitante        | Estadio                   | Fecha           | Hora       |
| -------------------- | ---------- | ---------------- | ------------------------- | --------------- | ---------- |
| Sandhausen           | 1 - 2      | Lübeck           | BWT-Stadion am Hardtwald  | 19 de diciembre | 19:00      |
| Unterhaching         | 1 - 2      | Jahn Ratisbona   | Alpenbauer Sportpark      | 19 de diciembre | 19:00      |
| Saarbrücken          | 2 - 1      | Ulm              | Ludwigsparkstadion        | 19 de diciembre | 19:00      |
| Ingolstadt 04        | 1 - 1      | Erzgebirge Aue   | Audi Sportpark            | 19 de diciembre | 19:00      |
| Rot Weiss-Essen      | 3 - 2      | Hallescher       | Stadion Essen             | 19 de diciembre | 19:00      |
| Arminia Bielefeld    | 0 - 1      | Dinamo Dresde    | SchücoArena               | 20 de diciembre | 19:00      |
| Waldhof Mannheim     | 1 - 0      | 1860 Múnich      | Carl-Benz-Stadion         | 20 de diciembre | 19:00      |
| Duisburgo            | 4 - 2      | Friburgo II      | Schauinsland-Reisen-Arena | 20 de diciembre | 19:00      |
| Verl                 | 1 - 1      | Viktoria Colonia | Home Deluxe Arena         | 20 de diciembre | 19:00      |
| Borussia Dortmund II | 2 - 3      | Preußen Münster  | Stadion Rote Erde         | 13 de febrero   | 19:00      |

| Jornada 21       | Jornada 21 | Jornada 21           | Jornada 21                   | Jornada 21    | Jornada 21 |
| Local            | Resultado  | Visitante            | Estadio                      | Fecha         | Hora       |
| ---------------- | ---------- | -------------------- | ---------------------------- | ------------- | ---------- |
| Erzgebirge Aue   | 2 - 1      | Rot-Weiss Essen      | Sparkassen-Erzgebirgsstadion | 19 de enero   | 19:00      |
| Jahn Ratisbona   | 1 - 1      | Verl                 | Jahnstadion Regensburg       | 20 de enero   | 14:00      |
| Hallescher       | 3 - 1      | Ingolstadt 04        | Leuna Chemie Stadion         | 20 de enero   | 14:00      |
| Lübeck           | 2 - 1      | Waldhof Mannheim     | Stadion Lohmühle             | 20 de enero   | 14:00      |
| Dinamo Dresde    | 0 - 1      | Sandhausen           | Rudolf-Harbig-Stadion        | 20 de enero   | 14:00      |
| 1860 Múnich      | 4 - 1      | Duisburgo            | Grünwalder Stadion           | 20 de enero   | 16:30      |
| Preußen Münster  | 2 - 1      | Arminia Bielefeld    | Preußenstadion               | 21 de enero   | 13:30      |
| Ulm              | 2 - 0      | Unterhaching         | Donaustadion                 | 21 de enero   | 16:30      |
| Friburgo II      | 0 - 0      | Borussia Dortmund II | Dreisamstadion               | 21 de enero   | 19:30      |
| Viktoria Colonia | 2 - 5      | Saarbrücken          | Sportpark Höhenberg          | 21 de febrero | 19:00      |

| Jornada 22           | Jornada 22 | Jornada 22       | Jornada 22                | Jornada 22  | Jornada 22 |
| Local                | Resultado  | Visitante        | Estadio                   | Fecha       | Hora       |
| -------------------- | ---------- | ---------------- | ------------------------- | ----------- | ---------- |
| Rot-Weiss Essen      | 3 - 1      | Viktoria Colonia | Stadion Essen             | 23 de enero | 19:00      |
| Verl                 | 0 - 0      | Saarbrücken      | Home Deluxe Arena         | 23 de enero | 19:00      |
| Waldhof Mannheim     | 0 - 2      | Dinamo Dresde    | Carl-Benz-Stadion         | 23 de enero | 19:00      |
| Lübeck               | 1 - 1      | 1860 Múnich      | Stadion Lohmühle          | 23 de enero | 19:00      |
| Duisburgo            | 2 - 3      | Hallescher       | Schauinsland-Reisen-Arena | 23 de enero | 19:00      |
| Ingolstadt 04        | 1 - 1      | Preußen Münster  | Audi Sportpark            | 24 de enero | 19:00      |
| Arminia Bielefeld    | 0 - 2      | Ulm              | SchücoArena               | 24 de enero | 19:00      |
| Borussia Dortmund II | 1 - 0      | Jahn Ratisbona   | Stadion Rote Erde         | 24 de enero | 19:00      |
| Sandhausen           | 1 - 0      | Erzgebirge Aue   | BWT-Stadion am Hardtwald  | 24 de enero | 19:00      |
| Unterhaching         | 1 - 0      | Friburgo II      | Alpenbauer Sportpark      | 24 de enero | 19:00      |

| Jornada 23       | Jornada 23 | Jornada 23           | Jornada 23                   | Jornada 23  | Jornada 23 |
| Local            | Resultado  | Visitante            | Estadio                      | Fecha       | Hora       |
| ---------------- | ---------- | -------------------- | ---------------------------- | ----------- | ---------- |
| Hallescher       | 1 - 4      | Waldhof Mannheim     | Leuna Chemie Stadion         | 26 de enero | 19:00      |
| Saarbrücken      | 0 - 2      | Ingolstadt 04        | Ludwigsparkstadion           | 27 de enero | 14:00      |
| Viktoria Colonia | 2 - 1      | Unterhaching         | Sportpark Höhenberg          | 27 de enero | 14:00      |
| Jahn Ratisbona   | 2 - 0      | Arminia Bielefeld    | Jahnstadion Regensburg       | 27 de enero | 14:00      |
| Friburgo II      | 0 - 1      | Verl                 | Dreisamstadion               | 27 de enero | 14:00      |
| Ulm              | 2 - 2      | Duisburgo            | Donaustadion                 | 27 de enero | 14:00      |
| Erzgebirge Aue   | 2 - 0      | Lübeck               | Sparkassen-Erzgebirgsstadion | 27 de enero | 16:30      |
| Preußen Münster  | 2 - 1      | Rot-Weiss Essen      | Preußenstadion               | 28 de enero | 13:30      |
| 1860 Múnich      | 1 - 1      | Sandhausen           | Grünwalder Stadion           | 28 de enero | 16:30      |
| Dinamo Dresde    | 1 - 2      | Borussia Dortmund II | Rudolf-Harbig-Stadion        | 28 de enero | 19:30      |

| Jornada 24           | Jornada 24 | Jornada 24       | Jornada 24                   | Jornada 24   | Jornada 24 |
| Local                | Resultado  | Visitante        | Estadio                      | Fecha        | Hora       |
| -------------------- | ---------- | ---------------- | ---------------------------- | ------------ | ---------- |
| Borussia Dortmund II | 1 - 1      | Saarbrücken      | Stadio Rote Erde             | 2 de febrero | 19:00      |
| Lübeck               | 1 - 1      | Ulm              | Stadion Lohmühle             | 3 de febrero | 14:00      |
| Rot-Weiss Essen      | 4 - 3      | Friburgo II      | Stadion Essen                | 3 de febrero | 14:00      |
| Unterhaching         | 1 - 0      | Verl             | Alpenbauer Sportpark         | 3 de febrero | 14:00      |
| Erzgebirge Aue       | 0 - 0      | 1860 Múnich      | Sparkassen-Erzgebirgsstadion | 3 de febrero | 14:00      |
| Sandhausen           | 1 - 1      | Hallescher       | BWT-Stadion am Hardtwald     | 3 de febrero | 14:00      |
| Arminia Bielefeld    | 0 - 2      | Viktoria Colonia | SchücoArena                  | 3 de febrero | 16:30      |
| Ingolstadt 04        | 2 - 1      | Dinamo Dresde    | Audi Sportpark               | 4 de febrero | 13:30      |
| Waldhof Mannheim     | 2 - 2      | Preußen Münster  | Carl-Benz-Stadion            | 4 de febrero | 16:30      |
| Duisburgo            | 0 - 1      | Jahn Ratisbona   | Schauinsland-Reisen-Arena    | 4 de febrero | 19:30      |

| Jornada 25       | Jornada 25 | Jornada 25           | Jornada 25             | Jornada 25    | Jornada 25 |
| Local            | Resultado  | Visitante            | Estadio                | Fecha         | Hora       |
| ---------------- | ---------- | -------------------- | ---------------------- | ------------- | ---------- |
| Viktoria Colonia | 1 - 3      | Borussia Dortmund II | Sportpark Höhenberg    | 9 de febrero  | 19:00      |
| Ulm              | 3 - 1      | Waldhof Mannheim     | Donaustadion           | 10 de febrero | 14:00      |
| Preußen Münster  | 1 - 1      | Sandhausen           | Preußenstadion         | 10 de febrero | 14:00      |
| Dinamo Dresde    | 7 - 2      | Lübeck               | Rudolf-Harbig-Stadion  | 10 de febrero | 14:00      |
| Verl             | 1 - 3      | Duisburgo            | Home Deluxe Arena      | 10 de febrero | 14:00      |
| Jahn Ratisbona   | 1 - 3      | Rot-Weiss Essen      | Jahnstadion Regensburg | 10 de febrero | 14:00      |
| Friburgo II      | 0 - 3      | Arminia Bielefeld    | Dreisamstadion         | 10 de febrero | 16:30      |
| Hallescher       | 2 - 3      | Erzgebirge Aue       | Leuna Chemie Stadion   | 11 de febrero | 13:30      |
| 1860 Múnich      | 3 - 1      | Ingolstadt 04        | Grünwalder Stadion     | 11 de febrero | 16:30      |
| Saarbrücken      | 2 - 1      | Unterhaching         | Ludwigsparkstadion     | 10 de abril   | 19:00      |

| Jornada 26           | Jornada 26 | Jornada 26       | Jornada 26                   | Jornada 26    | Jornada 26 |
| Local                | Resultado  | Visitante        | Estadio                      | Fecha         | Hora       |
| -------------------- | ---------- | ---------------- | ---------------------------- | ------------- | ---------- |
| Ingolstadt 04        | 2 - 3      | Friburgo II      | Audi Sportpark               | 16 de febrero | 19:00      |
| Sandhausen           | 6 - 3      | Jahn Ratisbona   | BWT-Stadion am Hardtwald     | 17 de febrero | 14:00      |
| Lübeck               | 0 - 3      | Preußen Münster  | Stadion Lohmühle             | 17 de febrero | 14:00      |
| Duisburgo            | 1 - 0      | Viktoria Colonia | Schauinsland-Reisen-Arena    | 17 de febrero | 14:00      |
| Borussia Dortmund II | 5 - 2      | Verl             | Stadion Rote Erde            | 17 de febrero | 14:00      |
| Rot-Weiss Essen      | 0 - 2      | Ulm              | Stadion Essen                | 17 de febrero | 14:00      |
| Arminia Bielefeld    | 1 - 2      | Unterhaching     | SchücoArena                  | 17 de febrero | 16:30      |
| Waldhof Mannheim     | 0 - 2      | Saarbrücken      | Carl-Benz-Stadion            | 18 de febrero | 13:30      |
| Erzgebirge Aue       | 2 - 1      | Dinamo Dresde    | Sparkassen-Erzgebirgsstadion | 18 de febrero | 16:30      |
| 1860 Múnich          | 1 - 0      | Hallescher       | Grünwalder Stadion           | 18 de febrero | 19:30      |

| Jornada 27       | Jornada 27 | Jornada 27           | Jornada 27             | Jornada 27    | Jornada 27 |
| Local            | Resultado  | Visitante            | Estadio                | Fecha         | Hora       |
| ---------------- | ---------- | -------------------- | ---------------------- | ------------- | ---------- |
| Preußen Münster  | 3 - 1      | Duisburgo            | Preußenstadion         | 23 de febrero | 19:00      |
| Dinamo Dresde    | 2 - 2      | Rot-Weiss Essen      | Rudolf-Harbig-Stadion  | 24 de febrero | 14:00      |
| Viktoria Colonia | 2 - 1      | Sandhausen           | Sportpark Höhenberg    | 24 de febrero | 14:00      |
| Jahn Ratisbona   | 0 - 0      | Erzgebirge Aue       | Jahnstadion Regensburg | 24 de febrero | 14:00      |
| Unterhaching     | 3 - 4      | Borussia Dortmund II | Alpenbauer Sportpark   | 24 de febrero | 14:00      |
| Ulm              | 0 - 0      | Ingolstadt 04        | Donaustadion           | 24 de febrero | 14:00      |
| Verl             | 0 - 1      | 1860 Múnich          | Home Deluxe Arena      | 24 de febrero | 16:30      |
| Hallescher       | 3 - 0      | Lübeck               | Leuna Chemie Stadion   | 25 de febrero | 13:30      |
| Saarbrücken      | 1 - 1      | Arminia Bielefeld    | Ludwigsparkstadion     | 25 de febrero | 16:30      |
| Friburgo II      | 1 - 0      | Waldhof Mannheim     | Dreisamstadion         | 25 de febrero | 19:30      |

| Jornada 28        | Jornada 28 | Jornada 28           | Jornada 28                   | Jornada 28 | Jornada 28 |
| Local             | Resultado  | Visitante            | Estadio                      | Fecha      | Hora       |
| ----------------- | ---------- | -------------------- | ---------------------------- | ---------- | ---------- |
| Sandhausen        | 1 - 0      | Friburgo II          | BWT-Stadion am Hardtwald     | 1 de marzo | 19:00      |
| Hallescher        | 1 - 0      | Dinamo Dresde        | Leuna Chemie Stadion         | 2 de marzo | 14:00      |
| Lübeck            | 0 - 0      | Saarbrücken          | Stadion Lohmühle             | 2 de marzo | 14:00      |
| 1860 Múnich       | 0 - 1      | Ulm                  | Grünwalder Stadion           | 2 de marzo | 14:00      |
| Waldhof Mannheim  | 3 - 1      | Jahn Ratisbona       | Carl-Benz-Stadion            | 2 de marzo | 14:00      |
| Erzgebirge Aue    | 2 - 3      | Preußen Münster      | Sparkassen-Erzgebirgsstadion | 2 de marzo | 14:00      |
| Rot-Weiss Essen   | 1 - 3      | Unterhaching         | Stadion Essen                | 2 de marzo | 16:30      |
| Ingolstadt 04     | 1 - 3      | Viktoria Colonia     | Audi Sportpark               | 3 de marzo | 13:30      |
| Arminia Bielefeld | 0 - 0      | Verl                 | SchücoArena                  | 3 de marzo | 16:30      |
| Duisburgo         | 2 - 1      | Borussia Dortmund II | Schauinsland-Reisen-Arena    | 3 de marzo | 19:30      |

| Jornada 29           | Jornada 29 | Jornada 29        | Jornada 29             | Jornada 29  | Jornada 29 |
| Local                | Resultado  | Visitante         | Estadio                | Fecha       | Hora       |
| -------------------- | ---------- | ----------------- | ---------------------- | ----------- | ---------- |
| Dinamo Dresde        | 2 - 1      | 1860 Múnich       | Rudolf-Harbig-Stadion  | 8 de marzo  | 19:00      |
| Viktoria Colonia     | 2 - 2      | Waldhof Mannheim  | Sportpark Höhenberg    | 9 de marzo  | 14:00      |
| Saarbrücken          | 2 - 0      | Erzgebirge Aue    | Ludwigsparkstadion     | 9 de marzo  | 14:00      |
| Jahn Ratisbona       | 1 - 1      | Ingolstadt 04     | Jahnstadion Regensburg | 9 de marzo  | 14:00      |
| Friburgo II          | 3 - 0      | Lübeck            | Dreisamstadion         | 9 de marzo  | 14:00      |
| Borussia Dortmund II | 0 - 2      | Arminia Bielefeld | Stadion Rote Erde      | 9 de marzo  | 14:00      |
| Preußen Münster      | 1 - 0      | Hallescher        | Preußenstadion         | 9 de marzo  | 16:30      |
| Unterhaching         | 1 - 0      | Duisburgo         | Alpenbauer Sportpark   | 10 de marzo | 13:30      |
| Verl                 | 1 - 1      | Rot-Weiss Essen   | Home Deluxe Arena      | 10 de marzo | 16:30      |
| Ulm                  | 2 - 0      | Sandhausen        | Donaustadion           | 10 de marzo | 19:30      |

| Jornada 30       | Jornada 30 | Jornada 30           | Jornada 30                   | Jornada 30  | Jornada 30 |
| Local            | Resultado  | Visitante            | Estadio                      | Fecha       | Hora       |
| ---------------- | ---------- | -------------------- | ---------------------------- | ----------- | ---------- |
| Waldhof Mannheim | 1 - 0      | Arminia Bielefeld    | Carl-Benz-Stadion            | 15 de marzo | 19:00      |
| Erzgebirge Aue   | 2 - 1      | Viktoria Colonia     | Sparkassen-Erzgebirgsstadion | 16 de marzo | 14:00      |
| Lübeck           | 1 - 0      | Jahn Ratisbona       | Stadion Lohmühle             | 16 de marzo | 14:00      |
| Duisburgo        | 2 - 0      | Saarbrücken          | Schauinsland-Reisen-Arena    | 16 de marzo | 14:00      |
| 1860 Múnich      | 1 - 2      | Preußen Münster      | Grünwalder Stadion           | 16 de marzo | 14:00      |
| Dinamo Dresde    | 0 - 0      | Ulm                  | Rudolf-Harbig-Stadion        | 16 de marzo | 14:00      |
| Hallescher       | 2 - 2      | Friburgo II          | Leuna Chemie Stadion         | 16 de marzo | 16:30      |
| Rot-Weiss Essen  | 4 - 0      | Borussia Dortmund II | Stadion Essen                | 17 de marzo | 13:30      |
| Sandhausen       | 1 - 0      | Unterhaching         | BWT-Stadion am Hardtwald     | 17 de marzo | 16:30      |
| Ingolstadt 04    | 0 - 1      | Verl                 | Audi Sportpark               | 17 de marzo | 19:30      |

| Jornada 31           | Jornada 31 | Jornada 31       | Jornada 31             | Jornada 31  | Jornada 31 |
| Local                | Resultado  | Visitante        | Estadio                | Fecha       | Hora       |
| -------------------- | ---------- | ---------------- | ---------------------- | ----------- | ---------- |
| Unterhaching         | 0 - 3      | Ingolstadt 04    | Alpenbauer Sportpark   | 30 de marzo | 14:00      |
| Preußen Münster      | 1 - 0      | Dinamo Dresde    | Preußenstadion         | 30 de marzo | 14:00      |
| Jahn Ratisbona       | 2 - 0      | Hallescher       | Jahnstadion Regensburg | 30 de marzo | 14:00      |
| Ulm                  | 2 - 2      | Erzgebirge Aue   | Donaustadion           | 30 de marzo | 14:00      |
| Borussia Dortmund II | 1 - 2      | Waldhof Mannheim | Stadion Rote Erde      | 30 de marzo | 14:00      |
| Friburgo II          | 1 - 0      | 1860 Múnich      | Dreisamstadion         | 30 de marzo | 16:30      |
| Viktoria Colonia     | 1 - 0      | Lübeck           | Sportpark Höhenberg    | 31 de marzo | 13:30      |
| Verl                 | 4 - 4      | Sandhausen       | Home Deluxe Arena      | 31 de marzo | 16:30      |
| Arminia Bielefeld    | 2 - 0      | Duisburgo        | SchücoArena            | 31 de marzo | 19:30      |
| Saarbrücken          | 1 - 1      | Rot-Weiss Essen  | Ludwigsparkstadion     | 24 de abril | 19:00      |

| Jornada 32       | Jornada 32 | Jornada 32           | Jornada 32                   | Jornada 32 | Jornada 32 |
| Local            | Resultado  | Visitante            | Estadio                      | Fecha      | Hora       |
| ---------------- | ---------- | -------------------- | ---------------------------- | ---------- | ---------- |
| Ingolstadt 04    | 1 - 1      | Arminia Bielefeld    | Audi Sportpark               | 5 de abril | 19:00      |
| Lübeck           | 0 - 0      | Verl                 | Stadion Lohmühle             | 6 de abril | 14:00      |
| Sandhausen       | 3 - 2      | Borussia Dortmund II | BWT-Stadion am Hardtwald     | 6 de abril | 14:00      |
| Erzgebirge Aue   | 2 - 1      | Friburgo II          | Sparkassen-Erzgebirgsstadion | 6 de abril | 14:00      |
| Preußen Münster  | 1 - 3      | Jahn Ratisbona       | Preußenstadion               | 6 de abril | 14:00      |
| 1860 Múnich      | 3 - 1      | Viktoria Colonia     | Grünwalder Stadion           | 6 de abril | 14:00      |
| Waldhof Mannheim | 6 - 1      | Unterhaching         | Carl-Benz-Stadion            | 6 de abril | 16:30      |
| Dinamo Dresde    | 1 - 3      | Saarbrücken          | Rudolf-Harbig-Stadion        | 7 de abril | 13:30      |
| Rot-Weiss Essen  | 4 - 1      | Duisburgo            | Stadion Essen                | 7 de abril | 16:30      |
| Hallescher       | 0 - 2      | Ulm                  | Leuna Chemie Stadion         | 7 de abril | 19:30      |

| Jornada 33           | Jornada 33 | Jornada 33       | Jornada 33                | Jornada 33  | Jornada 33 |
| Local                | Resultado  | Visitante        | Estadio                   | Fecha       | Hora       |
| -------------------- | ---------- | ---------------- | ------------------------- | ----------- | ---------- |
| Duisburgo            | 1 - 1      | Waldhof Mannheim | Schauinsland-Reisen-Arena | 12 de abril | 19:00      |
| Ulm                  | 2 - 0      | Preußen Münster  | Donaustadion              | 13 de abril | 14:00      |
| Verl                 | 3 - 1      | Erzgebirge Aue   | Home Deluxe Arena         | 13 de abril | 14:00      |
| Borussia Dortmund II | 1 - 1      | Ingolstadt 04    | Stadion Rote Erde         | 13 de abril | 14:00      |
| Viktoria Colonia     | 4 - 2      | Hallescher       | Sportpark Höhenberg       | 13 de abril | 14:00      |
| Unterhaching         | 4 - 1      | Lübeck           | Alpenbauer Sportpark      | 13 de abril | 14:00      |
| Saarbrücken          | 4 - 1      | Sandhausen       | Ludwigsparkstadion        | 13 de abril | 16:30      |
| Jahn Ratisbona       | 1 - 1      | 1860 Múnich      | Jahnstadion Regensburg    | 14 de abril | 13:30      |
| Arminia Bielefeld    | 1 - 1      | Rot-Weiss Essen  | SchücoArena               | 14 de abril | 16:30      |
| Friburgo II          | 1 - 1      | Dinamo Dresde    | Dreisamstadion            | 14 de abril | 19:30      |

| Jornada 34       | Jornada 34 | Jornada 34           | Jornada 34                   | Jornada 34  | Jornada 34 |
| Local            | Resultado  | Visitante            | Estadio                      | Fecha       | Hora       |
| ---------------- | ---------- | -------------------- | ---------------------------- | ----------- | ---------- |
| Sandhausen       | 1 - 2      | Arminia Bielefeld    | BWT-Stadion am Hardtwald     | 19 de abril | 19:00      |
| Erzgebirge Aue   | 2 - 1      | Unterhaching         | Sparkassen-Erzgebirgsstadion | 20 de abril | 14:00      |
| 1860 Múnich      | 1 - 1      | Saarbrücken          | Grünwalder Stadion           | 20 de abril | 14:00      |
| Dinamo Dresde    | 0 - 2      | Viktoria Colonia     | Rudolf-Harbig-Stadion        | 20 de abril | 14:00      |
| Lübeck           | 0 - 5      | Borussia Dortmund II | Stadion Lohmühle             | 20 de abril | 14:00      |
| Hallescher       | 1 - 0      | Verl                 | Leuna Chemie Stadion         | 20 de abril | 14:00      |
| Ingolstadt 04    | 2 - 0      | Duisburgo            | Audi Sportpark               | 20 de abril | 16:30      |
| Waldhof Mannheim | 0 - 2      | Rot-Weiss Essen      | Carl-Benz-Stadion            | 21 de abril | 13:30      |
| Preußen Münster  | 2 - 0      | Friburgo II          | Preußenstadion               | 21 de abril | 16:30      |
| Ulm              | 1 - 0      | Jahn Ratisbona       | Donaustadion                 | 21 de abril | 19:30      |

| Jornada 35           | Jornada 35 | Jornada 35       | Jornada 35                | Jornada 35  | Jornada 35 |
| Local                | Resultado  | Visitante        | Estadio                   | Fecha       | Hora       |
| -------------------- | ---------- | ---------------- | ------------------------- | ----------- | ---------- |
| Arminia Bielefeld    | 1 - 1      | Lübeck           | SchücoArena               | 26 de abril | 19:00      |
| Duisburgo            | 3 - 1      | Sandhausen       | Schauinsland-Reisen-Arena | 27 de abril | 14:00      |
| Jahn Ratisbona       | 1 - 1      | Dinamo Dresde    | Jahnstadion Regensburg    | 27 de abril | 14:00      |
| Saarbrücken          | 0 - 1      | Hallescher       | Ludwigsparkstadion        | 27 de abril | 14:00      |
| Borussia Dortmund II | 2 - 2      | Erzgebirge Aue   | Stadion Rote Erde         | 27 de abril | 14:00      |
| Viktoria Colonia     | 3 - 5      | Preußen Münster  | Sportpark Höhenberg       | 27 de abril | 14:00      |
| Verl                 | 1 - 1      | Waldhof Mannheim | Home Deluxe Arena         | 27 de abril | 16:30      |
| Rot-Weiss Essen      | 4 - 0      | Ingolstadt 04    | Stadion Essen             | 28 de abril | 13:30      |
| Friburgo II          | 1 - 2      | Ulm              | Dreisamstadion            | 28 de abril | 16:30      |
| Unterhaching         | 2 - 0      | 1860 Múnich      | Alpenbauer Sportpark      | 28 de abril | 19:30      |

| Jornada 36      | Jornada 36 | Jornada 36           | Jornada 36                   | Jornada 36 | Jornada 36 |
| Local           | Resultado  | Visitante            | Estadio                      | Fecha      | Hora       |
| --------------- | ---------- | -------------------- | ---------------------------- | ---------- | ---------- |
| Lübeck          | 5 - 3      | Duisburgo            | Stadion Lohmühle             | 4 de mayo  | 19:00      |
| Friburgo II     | 3 - 1      | Jahn Ratisbona       | Dreisamstadion               | 5 de mayo  | 14:00      |
| Ulm (C)         | 2 - 0      | Viktoria Colonia     | Donaustadion                 | 5 de mayo  | 14:00      |
| Dinamo Dresde   | 0 - 1      | Verl                 | Rudolf-Harbig-Stadion        | 5 de mayo  | 14:00      |
| Erzgebirge Aue  | 1 - 0      | Arminia Bielefeld    | Sparkassen-Erzgebirgsstadion | 5 de mayo  | 14:00      |
| 1860 Múnich     | 1 - 2      | Borussia Dortmund II | Grünwalder Stadion           | 5 de mayo  | 14:00      |
| Sandhausen      | 2 - 0      | Rot-Weiss Essen      | BWT-Stadion am Hardtwald     | 5 de mayo  | 16:30      |
| Preußen Münster | 4 - 1      | Saarbrücken          | Preußenstadion               | 6 de mayo  | 13:30      |
| Hallescher      | 0 - 1      | Unterhaching         | Leuna Chemie Stadion         | 6 de mayo  | 16:30      |
| Ingolstadt 04   | 1 - 1      | Waldhof Mannheim     | Audi Sportpark               | 6 de mayo  | 19:30      |

| Jornada 37           | Jornada 37 | Jornada 37      | Jornada 37                | Jornada 37 | Jornada 37 |
| Local                | Resultado  | Visitante       | Estadio                   | Fecha      | Hora       |
| -------------------- | ---------- | --------------- | ------------------------- | ---------- | ---------- |
| Rot-Weiss Essen      | 0 - 1      | 1860 Múnich     | Stadion Essen             | 10 de mayo | 19:00      |
| Viktoria Colonia     | 1 - 1      | Jahn Ratisbona  | Sportpark Höhenberg       | 11 de mayo | 14:00      |
| Ingolstadt 04        | 6 - 1      | Lübeck          | Audi Sportpark            | 11 de mayo | 14:00      |
| Arminia Bielefeld    | 0 - 0      | Hallescher      | SchücoArena               | 11 de mayo | 14:00      |
| Borussia Dortmund II | 1 - 2      | Ulm             | Stadion Rote Erde         | 11 de mayo | 14:00      |
| Unterhaching         | 1 - 2      | Dinamo Dresde   | Alpenbauer Sportpark      | 11 de mayo | 14:00      |
| Waldhof Mannheim     | 4 - 2      | Sandhausen      | Carl-Benz-Stadion         | 11 de mayo | 16:30      |
| Duisburgo            | 2 - 2      | Erzgebirge Aue  | Schauinsland-Reisen-Arena | 12 de mayo | 13:30      |
| Verl                 | 2 - 0      | Preußen Münster | Home Deluxe Arena         | 12 de mayo | 16:30      |
| Saarbrücken          | 2 - 1      | Friburgo II     | Ludwigsparkstadion        | 12 de mayo | 19:30      |

| Jornada 38      | Jornada 38 | Jornada 38           | Jornada 38                   | Jornada 38 | Jornada 38 |
| Local           | Resultado  | Visitante            | Estadio                      | Fecha      | Hora       |
| --------------- | ---------- | -------------------- | ---------------------------- | ---------- | ---------- |
| 1860 Múnich     | 0 - 2      | Arminia Bielefeld    | Grünwalder Stadion           | 18 de mayo | 13:30      |
| Sandhausen      | 1 - 1      | Ingolstadt 04        | BWT-Stadion am Hardtwald     | 18 de mayo | 13:30      |
| Dinamo Dresde   | 4 - 0      | Duisburgo            | Rudolf-Harbig-Stadion        | 18 de mayo | 13:30      |
| Friburgo II     | 1 - 0      | Viktoria Colonia     | Dreisamstadion               | 18 de mayo | 13:30      |
| Erzgebirge Aue  | 2 - 0      | Waldhof Mannheim     | Sparkassen-Erzgebirgsstadion | 18 de mayo | 13:30      |
| Preußen Münster | 2 - 0      | Unterhaching         | Preußenstadion               | 18 de mayo | 13:30      |
| Jahn Ratisbona  | 0 - 1      | Saarbrücken          | Jahnstadion Regensburg       | 18 de mayo | 13:30      |
| Hallescher      | 1 - 1      | Borussia Dortmund II | Leuna Chemie Stadion         | 18 de mayo | 13:30      |
| Lübeck          | 3 - 3      | Rot-Weiss Essen      | Stadion Lohmühle             | 18 de mayo | 13:30      |
| Ulm             | 4 - 2      | Verl                 | Donaustadion                 | 18 de mayo | 13:30      |

### Campeón
|                                                   |
|                                                   |
| Ulm 1.er título Ascendió a la 2. Bundesliga       |
| También ascendió Preußen Münster como subcampeón. |

## Play-off de ascenso
Los horarios corresponden al huso horario de Alemania (Hora central europea): UTC+2 en horario de verano.
| Ida; 24 de mayo de 2024 | Jahn Ratisbona          | 2:2 (1:0) | Wehen Wiesbaden          | Jahnstadion Regensburg, Ratisbona                          |                                                            |
| 20:30                   | Ganaus 27' · Kother 79' | Reporte   | Heußer 66' · Iredale 71' | Asistencia: 13 378 espectadores Árbitro(s): Tobias Reichel | Asistencia: 13 378 espectadores Árbitro(s): Tobias Reichel |

| Vuelta; 28 de mayo de 2024 | Wehen Wiesbaden | 1:2 (0:1) (Global 3:4) | Jahn Ratisbona           | BRITA-Arena, Wiesbaden                                      |                                                             |
| 20:30                      | Prtajin 81'     | Reporte                | Kother 45+2' · Faber 47' | Asistencia: 11 008 espectadores Árbitro(s): Martin Petersen | Asistencia: 11 008 espectadores Árbitro(s): Martin Petersen |

- Jahn Ratisbona ganó en el resultado global con un marcador de 4-3, por tanto logró el ascenso a la 2. Bundesliga para la siguiente temporada.

## Estadísticas

### Goleadores
| N.º | Jugador         | Club                 | Goles |
| --- | --------------- | -------------------- | ----- |
| 1   | Jannik Mause    | Ingolstadt 04        | 18    |
| 2   | Malik Batmaz    | Preußen Münster      | 17    |
| 2   | Joel Grodowski  | Preußen Münster      | 17    |
| 4   | Dominic Baumann | Hallescher           | 15    |
| 5   | Stefan Kutschke | Dinamo Dresde        | 14    |
| 5   | Lars Lokotsch   | Verl                 | 14    |
| 5   | Luca Marseiler  | Viktoria Colonia     | 14    |
| 8   | Marcel Bär      | Erzgebirge Aue       | 13    |
| 8   | Patrick Hobsch  | Unterhaching         | 13    |
| 8   | Ole Pohlmann    | Borussia Dortmund II | 13    |